# Automat organizacyjny

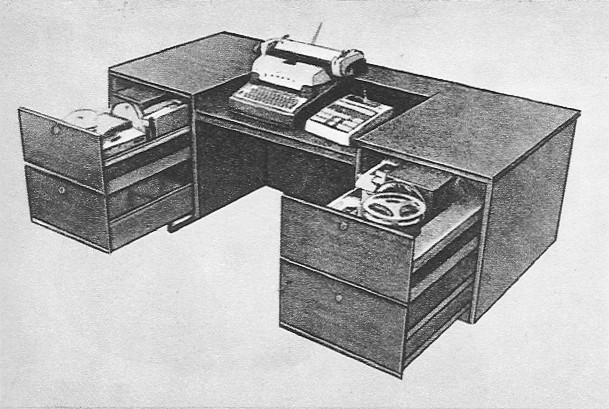

Automat organizacyjny – maszyna do pisania połączona z dziurkarką i czytnikiem taśmy dziurkowanej z prostym układem sterującym przeważnie w postaci biurka. Spełniał podobną rolę, jak edytor tekstu, ale nie zawierał monitora ekranowego. Używany do wprowadzania danych do komputera, korespondencji seryjnej, nanoszenia poprawek itp.
W późniejszym okresie wyposażone zostały w pamięć, a taśmę zastąpiono dyskietką przekształcając go w maszynę do pisania z pamięcią.